# Sarpsborg FK
Sarpsborg FK är en fotbollsklubb i Sarpsborg, Norge, bildad 8 maj 1903. 2008 spelade man i Norges fjärde högsta division.

## Historia
Laget är ett av de mer framgångsrika i norsk fotbollshistoria, med 12 finaler i norska cupmästerskapet. Av dessa har man vunnit sex (1917, 1929, 1939, 1948, 1949 och 1951). Spelaren Harry Yven deltog i fyra av dessa sex vunna finaler, första gången som 17-åring 1929 och sista gången som 37-åring 1949.
1970 deltog man i Europacupen, men sedan man föll ur toppdivisionen 1974 har framgångarna avtagit.

### 2000-talet
Klubben spelade 2007 i Norges näst högsta division. Efter den säsongen slogs förstalaget samman med Sparta Sarpsborg för att bilda ett nytt lag, Sarpsborg Sparta FK. Sarpsborg Sparta FK tog Sparta Sarpsborgs plats i det norska seriesystemet, i Adeccoligaen. Sarpsborg FK finns dock kvar, och ställde 2008 upp med ett nytt förstalag, som övertog platsen från klubbens eget andralag i fjärdedivisionen.

### Fotnoter
1. ↑  Ole Petter Pedersen. ”Sarpsborg FK” (på norska). Store norske leksikon. https://snl.no/Sarpsborg_FK. Läst 29 september 2017.